# Liste der Staatsoberhäupter von Malawi
Dies ist eine Liste der Staatsoberhäupter von Malawi. Das Land wurde 1964 als konstitutionelle Monarchie im Commonwealth unabhängig. Staatsoberhaupt war also die britische Königin Elisabeth II., die durch einen Generalgouverneur vertreten wurde. Seit 1966 ist Malawi eine Republik mit einem Präsidentenamt an der Spitze.

## Monarchie (1964–1966)
| Nr. | Bild | Name (Lebensdaten)             | Amtsbezeichnung | Amtszeit     | Amtszeit     |
| Nr. | Bild | Name (Lebensdaten)             | Amtsbezeichnung | Beginn       | Ende         |
| --- | ---- | ------------------------------ | --------------- | ------------ | ------------ |
| 1.  |      | Elisabeth II. (* 1926; † 2022) | Königin         | 6. Juli 1964 | 6. Juli 1966 |

### Generalgouverneure
Der britische Monarch wurde in seiner Abwesenheit durch einen Generalgouverneur vertreten:
| Nr. | Bild | Name (Lebensdaten)              | Amtsbezeichnung   | Amtszeit     | Amtszeit     | Flagge des Generalgouverneurs von Malawi |
| Nr. | Bild | Name (Lebensdaten)              | Amtsbezeichnung   | Beginn       | Ende         | Flagge des Generalgouverneurs von Malawi |
| --- | ---- | ------------------------------- | ----------------- | ------------ | ------------ | ---------------------------------------- |
| 1.  |      | Sir Glyn Jones (* 1908; † 1999) | Generalgouverneur | 6. Juli 1964 | 6. Juli 1966 | Flagge des Generalgouverneurs von Malawi |

## Republik (seit 1966)
| Nr. | Bild | Name (Lebensdaten)                  | Amtsbezeichnung     | Amtszeit      | Amtszeit          | Partei |
| Nr. | Bild | Name (Lebensdaten)                  | Amtsbezeichnung     | Beginn        | Ende              | Partei |
| --- | ---- | ----------------------------------- | ------------------- | ------------- | ----------------- | ------ |
| 1.  |      | Hastings Banda (* 1898; † 1997)     | Präsident           | 6. Juli 1966  | 21. Mai 1994      | MCP    |
| 2.  |      | Bakili Muluzi (* 1943)              | Präsident           | 21. Mai 1994  | 24. Mai 2004      | UDF    |
| 3.  |      | Bingu wa Mutharika (* 1934; † 2012) | Präsident           | 24. Mai 2004  | 5. April 2012 (†) | DPP    |
| 4.  |      | Joyce Banda (* 1950)                | Interimspräsidentin | 7. April 2012 | 31. Mai 2014      | PP     |
| 5.  |      | Peter Mutharika (* 1940)            | Präsident           | 31. Mai 2014  | 28. Juni 2020     | DPP    |
| 6.  |      | Lazarus Chakwera (* 1955)           | Präsident           | 28. Juni 2020 | amtierend         | MCP    |